# Федеральні вибори в Бельгії 2019 року
Федеральні вибори відбулися в Бельгії 26 травня 2019 року разом із європейськими та регіональними виборами в країні. Усі 150 членів Палати представників були обрані з одинадцяти багатомандатних округів.
Крайньоправа партія Vlaams Belang (VB) відродилася у Фландрії, а з Новим фламандським альянсом (NVA) партії, які сповідують фламандський сепаратизм і націоналізм, отримали майже 50% голосів у Фландрії. Шведська коаліція N-VA, CD&V, MR і Open VLD втратила більше чверті своїх місць, що стало найгіршим покаранням уряду за 20 років.
Крім того, відбулися успіхи ультралівої Робітничої партії Бельгії (PVDA-PTB) і зеленої партії Еколо у Валлонії. Загалом традиційні партії зазнали втрат в обох регіонах.